# Amtsgericht Goldap
Das Amtsgericht Goldap war ein preußisches Amtsgericht mit Sitz in Goldap, Ostpreußen.

## Geschichte
Das königlich preußische Amtsgericht Goldap wurde mit Wirkung zum 1. Oktober 1879 als eines von sechs Amtsgerichten im Bezirk des Landgerichtes Insterburg im Bezirk des Oberlandesgerichtes Königsberg gebildet. Der Sitz des Gerichtes war Goldap. Aufgehoben wurde das Kreisgericht Goldap. Sein Gerichtsbezirk umfasste den Kreis Goldap. Am Gericht bestanden 1888 vier Richterstellen. Das Amtsgericht war damit ein mittelgroßes Amtsgericht im Landgerichtsbezirk. Gerichtstage wurden in Rothebude, Szittkehmen und Theerbude gehalten.
Im Jahre 1945 wurden der Amtsgerichtsbezirk unter polnische Verwaltung gestellt und die deutschen Einwohner vertrieben. Damit endete auch die Geschichte des Amtsgerichtes Goldap.